# Aglauropsis agassizi
Aglauropsis agassizi  es una especie de hidrozoo de la familia Olindiidae. Habita las aguas de Sudáfrica. Actualmente se considera taxón inquirendum, es decir, que su validez taxonómica es disputada por varios científicos.